# Apatura heijona
Apatura heijona är en fjärilsart som beskrevs av Matsumura 1927/28. Apatura heijona ingår i släktet Apatura och familjen praktfjärilar. Inga underarter finns listade i Catalogue of Life.